# Gonocephalum adpressiforme
Gonocephalum adpressiforme es una especie de escarabajo del género Gonocephalum, tribu Opatrini, familia Tenebrionidae. Fue descrita científicamente por Kaszab en 1951.
La especie se mantiene activa durante todos los meses del año.

## Distribución
Se distribuye por Estados Unidos, Guam y Polinesia Francesa.